# Reinhard Karger
Reinhard Karger (* 3. Mai 1953 in Tübingen) ist ein deutscher Komponist und Musiker.

## Leben
1972 machte Karger am Albert-Einstein-Gymnasium Böblingen sein Abitur. Anschließend studierte er von 1972 bis 1977 Komposition bei Erhard Karkoschka an der Musikhochschule Stuttgart. 1977 und 1978 studierte er Theater und Musik am California Institute of the Arts in Los Angeles.
Von 1985 bis 1987 war er Leiter der Schauspielmusik am Staatstheater Kassel.
Mit Verena Joos entwickelte er Kabarettprogramme und Revuen, die er inszenatorisch und musikalisch leitete.
Von 2005 bis 2008 war er Professor für zeitgenössische Musik und Projektarbeit an der Universität Kassel. Von 2008 bis 2015 war Karger Professor für Komposition mit Schwerpunkt Medienkomposition an der Universität für Musik und Darstellende Kunst Wien.

### Privates
Er ist mit Verena Joos verheiratet und hat einen Sohn und eine Tochter. Er lebt mit seiner Familie in Wien.

## Werke

### Kompositionen
- 1975: Emomatsch
- 1975/1976: Schattenformen
- 1977: Mein Schneckenhaus – ein unfertiges Stück
- 1979: Durchbruch

- 1982–1983: Mein Schneckenhaus – Fühler raus!
- 1984: Deutsche Reste Nr. 1
- 1985: Findling
- 1986: KadenzTanz
- 1987/1988: Alphabet 87
- 1988: Auf der Milchstraße wieder kein Licht
- 1988: Tod. Richtkraft.
- 1989: Guten Tag, haben Sie zwanzig Minuten Zeit?
- 1989: Mit geschlossenem Munde zu singen
- 1990: Stau
- 1991: Rag Khammaj
- 1993/1994: Die Sieben Winde
- 1994/1995: Walk softly
- 1995: Wandlung in Es
- 1996–1998: La Vie c'est Ailleurs – Hommage à Marcel Proust
- 1998/1999: Komm, o Tod, du Schlafes Bruder
- 2000/2001: the penrose piano book of pentatonic secrets
- 2002: Ein Fallen im Wind
- 2002: Gold und Silber

- 2003: Dieses obskure Objekt der Begierde
- 2004–2006: Die späte Welt
- 2005: mes adieux - für Wolfgang Stryi
- 2006: Sie saß in der Nachmittagssonne und rauchte
- 2007: nec sine te nec tecum
- 2011: Der blinde Spiegel
- 2011/2012: An Joseph Roth
- 2013: vielleicht wüßten wir
- 2014: An Joseph Roth (Version für Posaune)
- 2014: This is the show
- 2014/2015: come closer
- 2016: wie ist die welt so stille

### Theaterprojekte

#### Musiktheater
- 1978: Vor der Vorstellung
- 1985: Words and Music
- 1989: Beethovens Zukunft
- 1990/1991: Fußgängerzone
- 1992–1994: Wüste Gegend. Stimmen.
- 1999/2000: Remedia Amoris – ein Männerkonzert
- 2001: Upstairs – downstairs
- 2002: Ich will keine Schokolade
- 2003: Schluß mit lustig!
- 2004/2005: Die Orchesterprobe
- 2005/2006: Teufelspakte oder: Fünf Arten, seine Seele zu verkaufen
- 2006/2007: Marlborough zieht in den Krieg
- 2007/2008: also dann
- 2008/2009: Liebst Du mich?
- 2010: Fermata
- 2011: Quartett im Freien
- 2013: silence here
- 2016: Seeblick
- 2018: Ziehen Sie mich aus! – Eine Liebeserklärung an das französische Chanson

#### Theatermusik
- 1976: Der Zusammenstoß
- 1976: Urfaust
- 1977: Die argentinische Nacht
- 1977: Biedermann und die Brandstifter
- 1979: Klein Zack
- 1979: Krach in Chiozza
- 1980: George Dandin
- 1981: Die toten Seelen
- 1981: Die Dreigroschenoper
- 1982: Der Talisman
- 1983: Starker Hans
- 1983: Fegefeuer in Ingolstadt
- 1983:  Das kurze Leben der Schneewolken
- 1983: Märchen von einem, der auszog,
- 1984:  Weihnachten an der Front
- 1984/1985: Verdunklung
- 1985: Der eingebildet Kranke
- 1985: Dario Fo Spektakel
- 1985: Die Dreigroschenoper
- 1985: Wiener G'schichten
- 1985: Oh Robinson
- 1985/1986: Ein Sommernachtstraum
- 1986: Baal
- 1986: Draußen vor der Tür
- 1986: König Lear
- 1987: Professor Unrat
- 1987: Gefährliche Liebschaften
- 1988: Prinz Sihanouk
- 1990: Prinzessin Eselshaut
- 1990: Die Mutter
- 1991: Lysistrata
- 1992: Der indische Traum
- 1993: Cyrano von Bergerac
- 1994: Soliman
- 1994: Peer Gynt
- 1995: Die Dreigroschenoper
- 1996: Woyzeck
- 1997: Scherz, Satire, Ironie...
- 1998: Götterfunken
- 1998: Die Riesen von Phoenix
- 2000: Prinzessin Brambilla
- 2001: Zwei Münchner in der Hölle

#### Kabarett
- 1982: Eben lacht es, bumms da weint es...
- 1992: Kompakt und Käuflich
- 1995: Zwar hat er viel von mir...
- 1997: Höchste Eisenbahn
- 1999: ...ich weiß nicht, zu wem ich gehöre...
- 1999: Der Tod des Märchenprinzen
- 1999: Lieder aus Theresienstadt
- 2000: Jüngling, laß dich nicht gelüsten...
- 2003: Wir sind dabei!
- 2003: O du lieber Augustin
- 2007: Du armer Herr König, dein Reich ist nun aus...
- 2009: Liebst Du mich?

### Musikprojekte

#### Freie Musikprojekte
- 1994: Response 94
- 1996: Response 96
- 1997/1998: MundWerk 1–13
- 1998: Response 98
- 1998/1999: Seul, en train de...
- 1999: Im Eis – Hörspiel mit Musik
- 1999: Ohrenöffner
- 1999/2000: SprechStücke
- 1999/2000: Response 2000
- 2001: SMS - short music stories
- 2001: Response 2001
- 2001/2002: cosmic comix
- 2003: adorno
- 2004/2005: Die Orchesterprobe
- 2005/2006: Teufelspakte oder: Fünf Arten, seine Seele zu verkaufen
- 2014/2015: New Pipa

#### Bands
- 1986–1991: Pretty Bad Tones
- 1992–1997: Sparbier Band

### Texte
- 1988: DER KOMPONIST
- 1997: Die Ekstase der Langsamkeit oder Die Jungfer der Baronin Putbus
- 2001: stop telling stories!
- 2006: Mein Handy spielt Beethoven oder: wie dem Komponisten die Zeit vergeht

## Auszeichnungen
- 1980: Förderpreis der Wilfried-Steinbrenner-Stiftung Berlin
- 1985: Kompositionspreis der Landeshauptstadt Stuttgart
- 2004: Kulturförderpreis der Stadt Kassel (zusammen mit Verena Joos)